# Mounir Chouiar
Mounir Chouiar (Liévin, 23 gennaio 1999) è un calciatore francese, attaccante dello Zurigo in prestito dal Ludogorec.

## Caratteristiche tecniche
È un'ala sinistra dotata di una buona velocità e di una buona abilità palla al piede.

## Carriera

### Club
Cresciuto nel settore giovanile del Lens, ha esordito in prima squadra il 29 luglio 2016 disputando l'incontro di Ligue 2 pareggiato 2-2 contro il Niort.
Il 2 settembre 2019 è stato acquistato a titolo definitivo dal Digione, con cui ha firmato un contratto triennale.

### Nazionale
Ha giocato nelle nazionali giovanili francesi Under-18, Under-19 ed Under-21.